# Trio Plakat
Trio Plakat, auch Trio Plakate, Atelier Trio Plakat oder Plakatatelier Trio mit Sitz in Wien-Mariahilf war ein Künstler-Atelier zum Entwerfen von Plakaten mit dem Schwerpunkt auf Filmplakaten. In den Jahren von 1927 bis 1929 arbeiteten in dem Atelier die Künstler Margit Doppler und Anton Ziegler, sowie als Finanzier Dopplers Onkel Hugo Brot. Monogrammisten signierten mit den Buchstaben B und PF.